# Munidopsis shulerae
Munidopsis shulerae is een tienpotigensoort uit de familie van de Munidopsidae. De wetenschappelijke naam van de soort is voor het eerst geldig gepubliceerd in 2014 door Vázquez-Bader, Gracia en Lemaitre.